# Karel Hudec
Karel Hudec (18. listopadu 1927 Brno – 10. listopadu 2017 Brno) byl český zoolog a ekolog se specializací na ekologickou ornitologii.
Byl absolventem Přírodovědecké fakulty Masarykovy university v Brně, kde v roce 1951 získal titul RNDr. V letech 1950 až 1954 pracoval jako učitel v Bohumíně (na měšťanské škole v Pudlově), od roku 1955 až do roku 1990 působil v Ústavu pro výzkum obratlovců a v Ústavu systematické a ekologické biologie ČSAV v Brně. V roce 1991 se stal docentem Masarykovy univerzity v Brně. V roce 1996 byl prvním vedoucím Ornitologické laboratoře v Olomouci.
Byl hlavním autorem několikadílného publikačního projektu Ptáci z ediční řady Fauna ČR a SR a spoluautorem unikátního Atlasu hnízdního rozšíření ptáků v České republice, podílel se také na kompendiu Handbuch der Vögel Mitteleuropas, Soupisu mokřadů ČR, Moravské vlastivědě aj. V letech 1944 až 1998 se stal autorem 298 odborných publikací, zabývajícími se rozšířením a bionomií ptáků, zejména vodních (husa velká), ochranou mokřadních společenstev, názvoslovím a botulismem.
Působil v brněnské Nadaci Veronica, která podporuje projekty rozvíjející šetrný vztah k přírodě, zejména na jižní Moravě, a v ZO ČSOP Veronica, jejíž byl zakládajícím členem. Byl členem Čestné rady Českého svazu ochránců přírody.
V červnu 2007 se stal laureátem Ceny ministra životního prostředí za významný přínos české ornitologii a Ceny Josefa Vavrouška udělované každoročně za významnou práci v oblasti ekologie a životního prostředí Nadací Charty 77. Byl čestným členem řady ornitologických společností (české, moravské slovenské, maďarské), v letech 1964 až 1988 byl delegátem ČSSR v International Waterfowl & Wetlands Research Bureau (IWRB).
V roce 2017 vydal knihu Ptáci v českém životě a kultuře.
Od roku 1974 byl evidován tajnou policií StB nejprve jako „prověřovaná osoba“, od roku 1977 jako „kandidát tajné spolupráce“ a „agent“ pod krycím jménem Robert, spolupráci ještě téhož roku přerušil pro nemoc.